# Lee Drollinger
Leo "Lee" Robert Drollinger (Champaign, Illinois, 20 mei 1927 - Mahomet, Illinois, 1 maart 2006) was een Amerikaans autocoureur. Hij schreef zich in 1960 in voor de Indianapolis 500, maar crashte in de kwalificatie en wist zich hierdoor niet te kwalificeren. Deze race was ook onderdeel van het Formule 1-kampioenschap. Hij reed in 1959 en 1960 ook nog enkele races in de USAC Championship Car, met als beste resultaat een tiende plaats tijdens de "Hoosier Hundred" in 1960 op Indiana State Fairgrounds.